# Jason Sasser
Jason Jermane Sasser (Denton, 13 gennaio 1974) è un ex cestista e allenatore di pallacanestro statunitense, professionista nella NBA.

## Biografia
È fratello maggiore di Jeryl Sasser.

## Carriera
È stato selezionato dai Sacramento Kings al secondo giro del Draft NBA 1996 (41ª scelta assoluta).
Con gli Stati Uniti ha disputato i Campionati americani del 1997 e i Campionati mondiali del 1998.

## Palmarès
- NCAA AP All-America Third Team (1996)
- CBA Rookie of the Year (1997)
- All-CBA First Team (1999)
- All-CBA Second Team (1997)
- CBA All-Rookie First Team (1997)
- Miglior marcatore CBA (1998)
- All-IBL Second Team (2000)